# La felicidad: un día de campo
La felicidad:un día de campo es una película de Argentina filmada en blanco y negro dirigida por Raúl Perrone según su propio guion escrito en colaboración con  Sergio Wolf  sobre una idea de Raúl Perrone que se estrenó en noviembre de 1999 en el ciclo El Independiente en el cine Atlas Recoleta.

## Producción
Su punto de partida parece haber sido el filme experimental Un partie de campagne dirigido por Jean Renoir en 1936. Se filmó en Súper 8 tres sábados y un lunes y se editó en 32 horas.

## Sinopsis
Julia, una peluquera cincuentona, su pareja Roberto y las hijas adolescentes Malena y Carolina, pasan el domingo en un camping escapando a la rutina. Un poeta beatnik y su amigo pasan por sus vidas y hacen diferente a ese día.

## Reparto
Participaron del filme los siguientes intérpretes:
- Tom Lupo
- Stuka
- Julia Roda
- Esteban A. Prego
- Gabriela Canaves
- Gabriela Quevedo
- Francisco Wiaderkowicz

## Comentarios
Fernando Martín Peña dijo sobre el filme: 

”Toda una serie de personajes en los que Perrone se detiene con generosidad, como si estuviera diseñando con este picnic uno de esos paneles increíblemente detallados que tanto le gustaban a Oski”